# Americathon
Americathon är en amerikansk-västtysk komedifilm från 1979 i regi av Neal Israel och med John Ritter, Fred Willard, Peter Riegert, Harvey Korman och Nancy Morgan i huvudrollerna samt George Carlin som röstskådespelare. Filmen är baserad på en pjäs av Phil Proctor och Peter Bergman.

## Handling
Filmen handlar om den "nära framtiden" 1998, då oljan tagit slut i USA och många amerikaner lever i sina bilar och förflyttar sig genom att gå, cykla eller åka rullskridskor. Den federala regeringen är praktiskt taget bankrutt. I desperation anlitar presidenten TV-konsulten Eric McMerkin för att anordna ett nationellt lotteri. Istället beslutar de dock att anordna en marathon-tv-sändning i syfte att få in pengar för att rädda landet från ekonomisk härdsmälta, en så kallad telethon, och de hyr in TV-kändisen Monty Rushmore (Korman) som värd.

## Skådespelare
- John Ritter som President Chet Roosevelt
- Harvey Korman som Monty Rushmore
- Peter Riegert som McMerkin
- Fred Willard som Vanderhoff
- Chief Dan George som Sam Birdwater
- Zane Buzby som Mouling Jackson
- Meat Loaf som Budnitz
- Elvis Costello som Earl of Manchester
- Tommy Lasorda som Dunphy
- Jay Leno som Larry Miller
- Howard Hesseman som Margolis
- Cybill Shepherd som Gold Girl
- George Carlin som berättaren